# مسجد قلعة الإمام تركي بن عبد الله
مسجد قلعة الإمام تركي بن عبدالله أو مسجد القلعة هو مسجد تاريخي في حوطة بني تميم، التابعة لمنطقة الرياض، بُني المسجد عام 1250هـ الموافق 1834م. أُطلق عليه هذا الإسم نسبة إلى قلعة الإمام تركي بن عبدالله بن محمد آل سعود مؤسس الدولة السعودية الثانية والتي يقع المسجد داخلها.

## الموقع
يقع المسجد في مركز الحلوة بمحافظة حوطة بني تميم بمنطقة الرياض، ويبعد حوالي 5.9 كم جنوب غرب محافظة حوطة بني تميم.

## البناء
بُني المسجد بطريقة قواعد حجرية و جدران طينية وفق طريقتين، الأولى بطريقة المداميك على شكل طبقات يطلق عليها اسم العروق والطريقة الأخرى بشكل لبنات مستطيلة تُحضر بقالب خشبي حتى تجف. اُستخدم في السقف جذوع أشجار الأثل و أعلاها عسيب النخل والطين. يستند السقف على أعمدة اسطوانية من خرزات الحجر.

## الترميم
في عام 2022، اُختير المسجد من ضمن قائمة مشروع محمد بن سلمان لتطوير المساجد التاريخية، بلغت مساحة المسجد قبل الترميم 608.68 م² وبعده إلى 625.78 م²، بقيت سعة المصلين نفسها بحوالي 180 مصليًا.